# Хаусвольф, Анна фон
Анна Микаэла Эбба Электра фон Хаусвольф (швед. Anna Michaela Ebba Electra von Hausswolff, род. 6 сентября 1986, Гётеборг, Швеция) — шведская певица, пианистка, органист и композитор.

## Ранняя жизнь
Хаусвольф — дочь звукового художника Карла Микаэля фон Хаусвольфа. Училась на факультете архитектуры в Техническом университете Чалмерса.

## Карьера
Она выпустила свой дебютный сингл «Track of Time» 5 февраля 2010 года, который впоследствии вошёл в дебютный альбом Singing from the Grave. Альбом был очень хорошо принят шведской прессой. Анна выступала на фестивале Way Out West Festival в 2009 году. В марте 2010 года она трижды выступала с Tindersticks, также гастролировала по Бразилии с Taken by Trees и Taxi Taxi! В 2011 году она выступала с Люкке Ли, а также с M. Ward в Королевском драматическом театре, в Стокгольме. Анна выступала на нескольких крупных фестивалях в Швеции, таких как Peace and Love, Storsjöyran, Way Out West, Arvika и Made Festival. Хаусвольф имеет выразительный голос, который звучит на живых выступлениях, иногда её сравнивают с Кейт Буш.
9 июля 2013 года в Северной Америке на лейбле Other Music Recording Анна фон Хаусвольф выпустила свой дебютный альбом, который был исполнен 10 июля в клубе Бруклина Glasslands Gallery. Альбом получил мощную поддержку от Национального общественного радио. Также релиз был представлен на NPR Weekend Edition Saturday, PRI's The World, WNYC Soundcheck, The New York Times, Pitchfork и многих других изданиях. Фон Хаусвольф выпустила свой четвёртый альбом Dead Magic, записанный под руководством продюсера Sunn O))) Рэндалла Данна, на лейбле City Slang 2 марта 2018 года.
В 2019 году вместе со своей сестрой Марией приняла участие в записи альбома «Leaving Meaning.» американской группы Swans в качестве бэк-вокалистки.

## Дискография
- Track of Time (2010)
- Singing From the Grave (2010)
- Ceremony (2013)
- The Miraculous (2015)
- Dead Magic (2018)
- All Thoughts Fly (2020)